# Ricardo Montenegro
Ricardo Montenegro Hernández (Turrialba, Cartago, Costa Rica, 9 de julio de 2000) es un futbolista costarricense que juega como portero en el C. S Uruguay de Coronado de la Segunda División de Costa Rica.

## Trayectoria

### Inicios
Montenegro inició su desarrollo en el deporte en las divisiones menores de Turrialba. Luego hizo una prueba en el Deportivo Saprissa para finalmente quedarse en el club morado.

### C. S. Uruguay de Coronado
El 1 de febrero de 2018, el equipo morado decidió darle proyección a él y a otros jóvenes y acordó el préstamo del futbolista con el Uruguay de Coronado de la Segunda División. En el Torneo de Clausura fue el suplente de Marco Madrigal y no pudo tener su debut. El club coronadeño cayó derrotado en semifinales por San Carlos.
El 20 de agosto de 2018, Montenegro fue nuevamente prestado al conjunto lechero de cara al Torneo de Apertura. Realizó su debut el 1 de septiembre por la octava fecha frente al Sporting San José, en el Estadio Rosabal Cordero. El portero alcanzó la totalidad de los minutos y encajó un gol en la igualdad 1-1. En la competencia obtuvo diez apariciones y recibió un total de once anotaciones.
Inició su segunda competencia en el Torneo de Clausura 2019, siendo titular en la victoria por 4-1 sobre Golfito. Fue el portero estelar del equipo en diez oportunidades y en este certamen recibió catorce goles.

### Deportivo Saprissa
En diciembre de 2019, Ricardo regresó al Deportivo Saprissa y fue incluido en la nómina del equipo absoluto.

### Municipal Turrialba
El 17 de julio de 2020, el Municipal Turrialba confirma su fichaje para la campaña en Segunda División.

## Selección nacional

### Categorías inferiores
Ricardo formó parte de la Selección Sub-17 de Costa Rica que disputó la eliminatoria centroamericana al Campeonato de la Concacaf de la categoría. En noviembre de 2016, jugó los cuatro partidos que terminaron en victorias sobre Belice (4-0), Nicaragua (0-6), El Salvador (3-0) y Honduras (3-0).
El 7 de abril de 2017, Montenegro fue elegido en la lista del estratega Breansse Camacho para afrontar el Campeonato Sub-17 de la Concacaf, con sede en Panamá. El primer encuentro tuvo lugar el 22 de abril en el Estadio Maracaná, escenario donde su nación enfrentó al combinado de Canadá. Ricardo apareció en la alineación titular con la dorsal «1» y completó la totalidad de los minutos, mientras que el resultado concluyó en victoria ajustada 2-1. Para el siguiente compromiso de tres días después contra Surinam, el portero dejó su valla invicta en la ganancia de 3-0. Su selección terminó la fase de grupos como líder invicto tras vencer en la última fecha a Cuba con cifras de 3-1. En la etapa decisiva se presentó la victoria sobre el anfitrión Panamá (2-1) y la derrota ante México (1-6). El puntaje obtenido por su grupo le permitió acceder a uno de los cupos directos al Mundial que se llevaría a cabo en la India. Estadísticamente, Ricardo contabilizó cinco presencias para acumular 436 minutos de acción.
En rueda de prensa dada por el director técnico Camacho el 18 de septiembre de 2017, se ratificó el llamado de Ricardo para llevar a cabo la realización de la Copa Mundial Sub-17. El 7 de octubre se desarrolló la primera jornada para su país en el certamen máximo, precisamente en el Estadio Fatorda de la ciudad de Margao, contra el conjunto de Alemania. Ricardo debutó con la dorsal «1» y alcanzó la totalidad de los minutos. Las cifras de 2-1 decretaron la derrota de los costarricenses. Tres días después se disputó el cotejo frente a Guinea en el mismo escenario deportivo. Al igual que en el partido anterior, Montenegro fue estelar y tuvo una destacada actuación al realizar trece intervenciones. El 13 de octubre completó el último partido del grupo en la pérdida de 0-3 ante Irán. El bajo rendimiento mostrado durante las tres fechas del grupo C, tuvo como consecuencia la eliminación de su escuadra en el cuarto sitio de la tabla.

#### Participaciones en juveniles
| Competición                           | Sede       | Resultado      | Partidos | Goles |
| ------------------------------------- | ---------- | -------------- | -------- | ----- |
| Campeonato Sub-17 de UNCAF 2016       | Costa Rica | Campeón        | 4        | 0     |
| Campeonato Sub-17 de la Concacaf 2017 | Panamá     | Clasificado    | 5        | -9    |
| Copa Mundial Sub-17 de 2017           | India      | Fase de grupos | 3        | -7    |

## Estadísticas

### Clubes
Actualizado al último partido jugado el 14 de abril de 2019.
| C. S. Uruguay de Coronado Costa Rica                                                                         |               |               |     |             |             |    |     |     |
| 2.ª | 2018          | 0             | 0   | Inaccesible | Inaccesible | 0  | 0   |     |
| 2.ª | 2018-19       | 20            | -25 | Inaccesible | Inaccesible | 20 | -25 |     |
| Total club                                                                                                   | Total club    | 20            | -25 | —           | —           | 20 | -25 |     |
| Deportivo Saprissa Costa Rica                                                                                |               |               |     |             |             |    |     |     |
| 1.ª | 2020          | 0             | 0   | 0           | 0           | 0  | 0   |     |
| Total club                                                                                                   | Total club    | 0             | 0   | 0           | 0           | 0  | 0   |     |
| Total carrera                                                                                                | Total carrera | Total carrera | 20  | -25         | 0           | 0  | 20  | -25 |
| (1) Incluye datos de la Liga de Campeones de la Concacaf (2020). (2) No incluye goles en partidos amistosos. |               |               |     |             |             |    |     |     |

## Vida privada
A finales de 2018, Montenegro tuvo un accidente que casi pierde una mano en los días previos a disputar un torneo regional con su selección. El jugador, ayudando a mover un vidrio, este le cayó en la mano derecha por lo que debió recibir ocho pulgadas en cada dedo y pasó dos meses complicados, en los que incluso llegó a pensar en el retiro del fútbol.

## Palmarés

### Títulos nacionales
| Título                         | Club               | País       | Año  |
| ------------------------------ | ------------------ | ---------- | ---- |
| Primera División de Costa Rica | Deportivo Saprissa | Costa Rica | 2020 |